# Coppa Intercontinentale 2008 (calcio a 5)
La Coppa Intercontinentale di calcio a 5 del 2008 è la quinta edizione della competizione ufficialmente riconosciuta dalla FIFA. Tutte le gare previste sono state disputate a Granada, in Spagna. La competizione è stata organizzata dal 3 aprile al 6 aprile 2008.
Le squadre partecipanti sono state:
- Interviú Fadesa per la Spagna, detentore del titolo.
- Malwee/Jaraguá per il Brasile, campione del Torneo Sudamericano per Club del 2005.
- Carlos Barbosa per il Brasile, club invitato.
- Tam Iran Khodro Tehran per l'Iran, campione d'Asia 2007
- Action 21 Charleroi per il Belgio, squadra invitata.
- Ajax Tanger per il Marocco, di cui è campione nazionale.

## Gruppo A
| Squadra             | Pti | PG | PV | PN | PP | GF | GS |
| ------------------- | --- | -- | -- | -- | -- | -- | -- |
| 1. Malwee/Jaraguà   | 4   | 2  | 1  | 1  | 0  | 8  | 3  |
| 2. Carlos Barbosa   | 4   | 2  | 1  | 1  | 0  | 2  | 2  |
| 3. Tam Iran Khondro | 0   | 2  | 0  | 0  | 2  | 1  | 6  |

## Gruppo B
| Squadra                | Pti | PG | PV | PN | PP | GF | GS |
| ---------------------- | --- | -- | -- | -- | -- | -- | -- |
| 1. Boomerang Interviú  | 6   | 2  | 2  | 0  | 0  | 15 | 2  |
| 2. Action 21 Charleroi | 3   | 2  | 1  | 0  | 1  | 7  | 4  |
| 3. Ajax Tanger         | 0   | 2  | 0  | 0  | 2  | 2  | 18 |

## Fase a gironi
3 aprile
| Ora   | Gara                              | Risultato |
| ----- | --------------------------------- | --------- |
| 10:00 | Action 21 Charleriu - Ajax Tanger | 6-1 (2-0) |
| -     | Carlos Barbosa - Tam Iran Khondro | n.d.      |

4 aprile
| Ora   | Gara                          | Risultato  |
| ----- | ----------------------------- | ---------- |
| 19:45 | Malwee - Tam Iran Khondro     | 6-1 (2-1)  |
| 21:45 | Interviù Fadesa - Ajax Tanger | 12-2 (8-1) |

5 aprile
| Ora   | Gara                                  | Risultato |
| ----- | ------------------------------------- | --------- |
| 18:00 | Interviú Fadesa - Action 21 Charleroi | 3-1 (3-0) |
| 20:00 | Malwee/Jaraguá - Carlos Barbosa       | 2-2 (1-2) |

## Finali
6 aprile

### 5º-6º posto
| Ora   | Gara                             | Risultato |
| ----- | -------------------------------- | --------- |
| 11:00 | Tam Iran Khodro - Ajax de Tanger | 8-2 (6-1) |

### 3º-4º posto
| Ora   | Gara                                 | Risultato |
| ----- | ------------------------------------ | --------- |
| 13:00 | Carlos Barbosa - Action 21 Charleroi | 5-0 (2-0) |

### Finale
| Arbitri: | Massimo Cumbo Edi Šunjić |

|             |           |                                                  |
| Lenísio 34’ | Marcatori | 7’, 23’, 27’ Gabriel 33’, 34’ Neto 36’ Marquinho |